# Anhembi Parque
O Distrito Anhembi (antigo Complexo do Anhembi) é um complexo cultural-comercial localizado na Avenida Olavo Fontoura, em Santana, na Zona Norte da cidade de São Paulo no estado de São Paulo, no Brasil. Com localização privilegiada, possui estação de metrô próxima e estradas de fácil acesso.
O Distrito Anhembi é administrado pela GL Events. Foi construído em 1970 pela Companhia Brasileira Fichet & Schwartz Hautmont, sob gestão do engenheiro comendador Raymond Faure e do arquiteto Jorge Wilheim.
Seus 400 mil metros quadrados de área total sediam 30% dos eventos que acontecem no Brasil e 55% dos eventos da Região Sudeste do Brasil.
Seus espaços recebem mais de mil eventos por ano, dos mais diversos gêneros e portes. Estima-se que circulam, pelo Anhembi, mais de 11 milhões de pessoas no período.
O Distrito Anhembi, apesar de ser considerado um importante polo do turismo de negócios de proporções nacional e internacional, responsável por uma transformação fundamental deste setor na capital paulista, o seu complexo arquitetônico não é reconhecido pelo seu valor histórico.[carece de fontes?] A realização de eventos ligados à indústria em São Paulo remonta à década de 1920, passa por inúmeras discussões durante a construção do Pavilhão das Indústrias no Parque Ibirapuera em 1950, mas é a partir da construção do Parque Anhembi, na década de 1960, que finalmente se estabelece um programa destinado para o uso específico das feiras de negócios. Sua construção coloca uma série de especificidades, principalmente, sobre as relações entre arquitetura-urbanismo-construção civil.[carece de fontes?]

## Etimologia
"Anhembi" é derivado do tupi antigo anhumy, que significa "rio das anhumas" (anhuma, "anhuma" e 'y, "rio").

## História
Na década de 1950 as feiras industriais estavam em alta nos EUA, e o país foi introduzido a esse universo de empreendedores, e a partir disso surgiu a possibilidade de introdução das feiras. E tudo teve início no ano de 1966, quando Caio de Alcântara Machado constatou que o Pavilhão da Bienal já estava pequeno para os eventos que ali ocorriam, e passou a idealizar um novo espaço.
Ele tinha a intenção de construir um Grande Polo de Exposição em São Paulo. Com isso começou a procura de um espaço grande onde pudesse realizar o seu plano. Até que encontrou um terreno ás margens do Rio Tietê, de 510.000 metros quadrados que pertencia a Prefeitura.
Em 12 de dezembro de 1967, foi concedido pelo governo o uso deste terreno às margens do Rio Tietê para a construção do projeto de Caio Alcântara. As obras deram início em 5 de julho de 1968 com apoio financeiro de aproximadamente duas mil empresas que compraram cotas e ações na Bolsa de Valores de São Paulo. E devido ao apoio, em 1970 o Anhembi Parque foi inaugurado sob o nome de "Centro Interamericano de Feiras e Salões S.A.", ou CIFS, o complexo tinha um caráter mais voltado aos negócios, diferente dos outros centros de convenção em São Paulo, o que possibilitou também a internacionalização da indústria nacional.
Em novembro de 1970, o Pavilhão de Exposições do Anhembi foi inaugurado com a realização do “VII Salão Automóvel”, se consagrando como evento inaugural. Em 1972 o "Centro Interamericano de Feiras e Salões S.A." passou a se chamar Anhembi Parque.
No entanto, com uma divida de de US$ 15 milhões para um banco nova-iorquino, Alcântara Machado, em 1975, se obrigou a propor uma parceria para a Prefeitura de São Paulo, que ficou com 77% das ações da empresa, e se tornou sócia majoritária e total responsável pela administração do Anhembi Parque.
Acredita-se que a criação do Anhembi Parque foi um marco importante para São Paulo, possibilitando um fluxo diferente de negócios para a região norte da cidade, além de ser um importante marco para o turismo na cidade.
O complexo do Anhembi é dividido em três grandes áreas (Pavilhão de Exposições, Centro de Convenções e Sambódromo) que oferecem vinte-oito espaços de vários tamanhos e funcionalidades diferentes, possuindo assim mais de 400 mil m² de área total.
O ex-prefeito da cidade de São Paulo, João Doria, demonstrou o interesse de privatizar o Complexo do Anhembi. O prefeito afirmou que havia um projeto para o Complexo em andamento e que pretendia finalizar o processo de privatização do local ainda em seu primeiro ano de mandato. Para adiantar a privatização o parque será dividido em três partes, um para explorar as variadas feiras que são feitas no lugar, outra para convenções e formaturas e por fim o sambódromo.
Em 2020, a Prefeitura de São Paulo realizou o processo para concessão do Complexo do Anhembi para iniciativa privada, e em 2021, a empresa GL Events (empresa francesa do ramo de administração de centros de eventos) Ganhou a concessão do Complexo do Anhembi por 30 anos, e assumiu a gestão do Complexo a partir do dia 06 de Janeiro de 2022. Dando inicio a uma grande renovação e modernização no espaço que irá trazer entretenimento, inovação e conectar pessoas. Assim nasce o futuro dos eventos: Distrito Anhembi.  

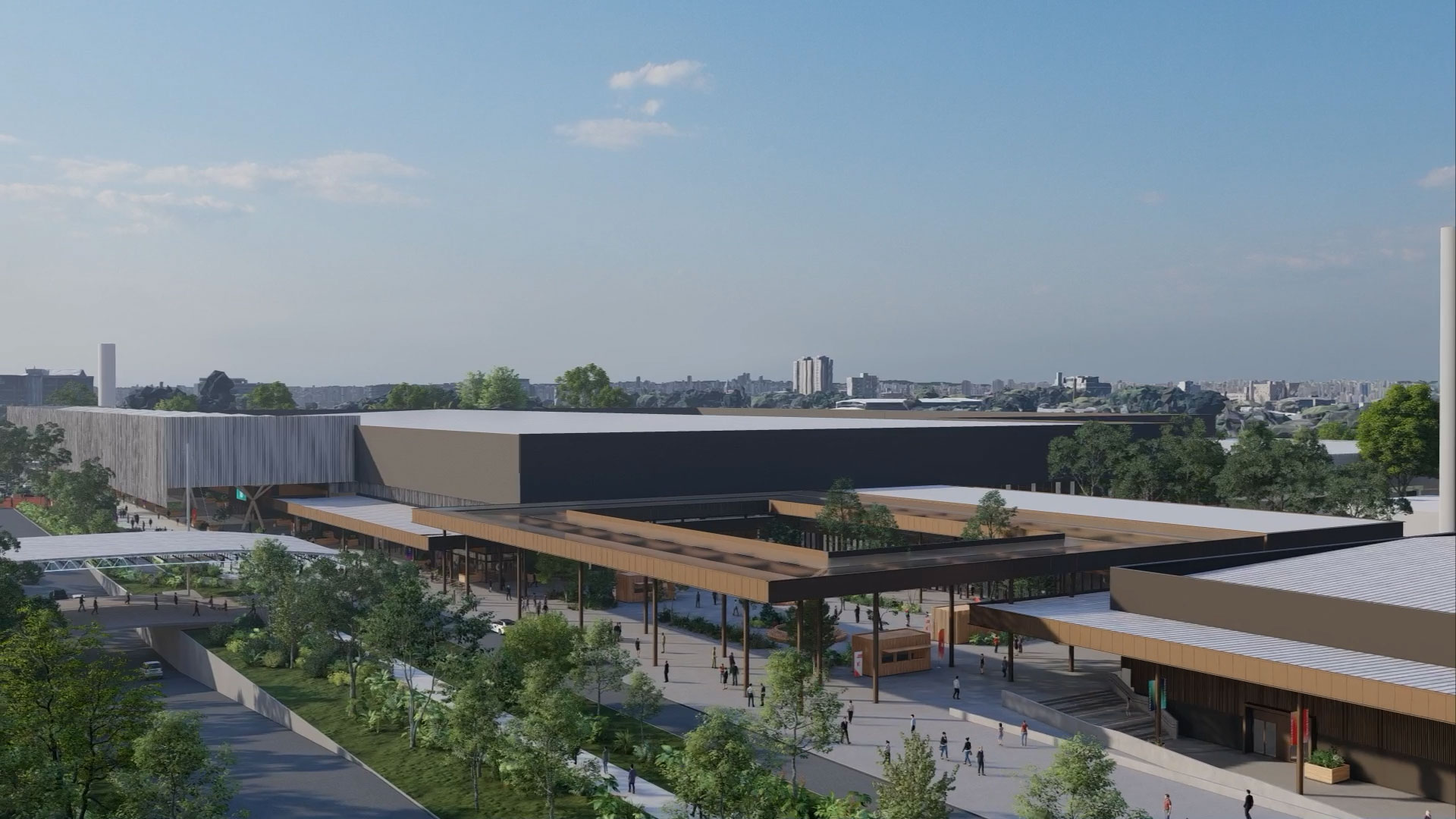
Imagem ilustrativa do Projeto do Distrito Anhembi, onde é possível ver o Pavilhão de Exposições e Centro de Convenções

## Atuação
Atua para São Paulo reforçar seu protagonismo como uma das metrópoles mais atraentes do mundo para o mercado de congressos, feiras e entretenimento. E além dos negócios, ser um dos destaques do turismo, por seus shows, eventos culturais e esportivos.
É considerado o maior centro de eventos da América Latina e além disso, o espaço tem como vizinho o Hotel Holiday Inn, construído pela iniciativa privada e arrendado por 20 anos renováveis ou até o término do pagamento de sua construção.
O Distrito Anhembi tende a ficar ainda mais atualizado, com a nova administração feita pela GL events, que irá investir cerca de 1,5 bilhões nos próximos 5 anos, assim reestabelecendo o complexo como o principal destino de eventos da América Latina. 

## Shows
Com seus mais de 400 mil metros quadrados de área total, o Distrito Anhembi se torna o maior centro de convenções e eventos da América Latina, recebendo anualmente, mais de 6 milhões de pessoas e, em média, 300 eventos por ano dos mais diversos segmentos e tamanhos. Por suas áreas de exposição, já passaram RBD, Papa João Paulo II, Dalai Lama, Fidel Castro, Ballet Bolshoi, Amy Winehouse e Britney Spears que em 2011 veio para o Brasil com sua turne Femme fatale tour, entre tantos outros. O Anhembi tem capacidade total para acumular até 35 mil pessoas, sendo o show mais lotado da popstar americana Miley Cyrus com 34.100 ocupantes, em setembro de 2014, com a sua turnê mundial Bangerz Tour. O Distrito Anhembi também comporta uma das maiores festas do Brasil, o carnaval de São Paulo realizado durante o mês de fevereiro.

## Eventos
Em janeiro de 2017, no Pavilhão de Exposições do Anhembi, aconteceu um dos maiores encontros de tecnologia mundial, ciência e cultura nerd, o Campus Party Brasil 2017, evento esse, que reúne campuseiros de várias regiões do Brasil.
O Campus Party tem como principal objetivo, preparar os cidadãos para os grandes desafios e mudanças da humanidade no futuro. Foram apresentadas diversas inovações para transformar os setores econômicos nas próximas décadas.
Contou com participação de vários palestrantes, dentre eles do co-criador da gigante Netflix, Mitch Lowe.
Uma das maiores atrações foi o Campeonato de drones e a arena da batalha de robôs. Contou ainda, com diversos espaços para discussões, empreendedorismo, troca de experiências, pesquisas, workshops, simuladores e atrações especiais, dentre outros.

## Principais estruturas
- Expo - Pavilhão de Exposições
- Praça Elis Regina
- Centro de Convenções

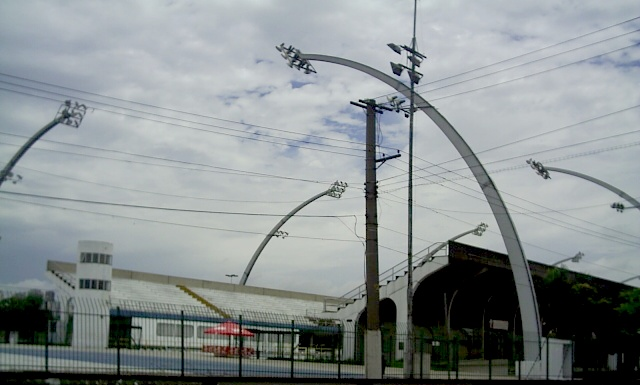
Passarela Cultural, antigo Polo Cultural e Esportivo Grande Otelo

- Passarela Cultural - Polo Cultural e Esportivo Grande Otelo mais conhecido como Sambódromo do Anhembi

O Pavilhão de Exposições foi aumentado em 5 mil metros quadrados em 2010, e passou a ter 76 mil metros quadrados de área útil, onde acontece grande parte das mais importantes feiras realizadas no Brasil. Agora, após o investimento da nova administração, passará a ter 5 Expos totalmente climatizados, modulações acústicas, entradas exclusivas, com uma marquise imponente e pontos estratégicos de A&B e sanitários. [carece de fontes?]
Inaugurado em 1985, o Auditório Elis Regina foi totalmente reformado em 2002 e tornou-se um dos melhores espaços da cidade. Hoje é o local da Praça Elis Regina, o coração do Distrito Anhembi, uma área ampla de convivência e natureza com uma marquise estonteante mesclando áreas cobertas e open-air, além de opções gastronômicas com a construção de restaurante de mais de 1,3 mil m², numa conexão espetacular entre o Centro de Convenções e Pavilhões de Exposições. [carece de fontes?]
No Centro de Convenções, estão disponíveis 4 halls modulares, a possibilidade de até 24 salas e 3 auditórios de diversos tamanhos, ideais para feiras de menor porte, congressos e reuniões.
A Passarela Cultural, antigo Polo Cultural e Esportivo Grande Otelo, conhecido popularmente como Sambódromo do Anhembi, com 80 mil metros quadrados de área para eventos ao ar livre, e capacidade para mais de 30 mil pessoas, foi construído na área oeste, onde originalmente era o estacionamento do complexo. Este conjunto arquitetônico, projetado por Oscar Niemeyer dentro de uma concepção modernista, apresenta uma estrutura de caixas enfileiradas em meio a arcos curvilíneos, uma pista de 530 metros de comprimento e 14 metros de largura, uma reserva de água de 400 mil litros e 750 kW para iluminação. Dispondo de uma estrutura completa com dez setores de arquibancadas, pista e camarotes, além de duas arenas para shows, onde todos os anos abriga o Carnaval de São Paulo e mais 29 grandes eventos, como os eventos musicais Skol Beats e Nokia Trends.
No ano de 2004, foi criada, sob o patrocínio da cervejaria Ambev, a Arena Skol Anhembi, um espaço de 23 150 m² para megaeventos que acomoda aproximadamente 27 mil pessoas. Com seu nome atual de Arena Anhembi, tem a possibilidade de sediar eventos culturais e esportivos, devido à sua grande infraestrutura fixa, dados, telecomunicação e a possibilidade de uma fácil montagem e desmontagem dos eventos que nela ocorrem. Além de estacionamento de fácil acesso. Lá já foram realizados diversos shows internacionais, como: Carlos Santana, Oasis, Elton John, Aerosmith, Ne-Yo, RBD, Amy Winehouse, Green Day, Britney Spears, Justin Bieber,  Rihanna, Demi Lovato, Big Time Rush, Miley Cyrus. Red Hot Chilli Peppers, Maroon 5, Keane, Roxette, Iron Maiden, Slayer, Whitesnake, Linkin Park. Entre as apresentações nacionais: Claudia Leitte, Jorge Ben Jor, Maria Rita, Nando Reis, Zeca Baleiro, Roberto Carlos, Rita Lee, Fábio Júnior, Paula Fernandes, Seu Jorge, Zélia Duncan, Lulu Santos, Jota Quest, O Rappa, Restart, Paralamas do Sucesso, NX Zero, Charlie Brown Jr., Maria Bethânia, Gilberto Gil, Thiaguinho, Luan Santana, entre outros. E grandes provas de corrida como o campeonato: IZOD Indy Car Series, ou Fórmula Indy. Festivais também já foram realizados no local, como o Z Festival, que ocorreu em 2012, apresentando as bandas Mc Fly, The Wanted,Big Time Rush, Yellowcard, Rock Bones, Hot Chelle Rae, a cantora Demi Lovato e o DJ Torrada.
Em 2012, foi inaugurada a Nova Arena, que acomoda até 24 000 pessoas.
O Anhembi tem estacionamento pago no local, para quem vai de veículo, oferecendo cinco mil vagas.